# Slovany
Slovany (allemand : Sloben, hongrois : Turóctótfalu) est un village de Slovaquie situé dans la région de Žilina.

## Histoire
La première mention écrite du village date de 1252.

## Démographie

### Évolution de la population
| Année:               | 1994. | 2004.   | 2014.    | 2024.   |
| -------------------- | ----- | ------- | -------- | ------- |
| Nombre de personnes: | 375   | 410     | 455      | 431     |
| Différence:          |       | +9,33 % | +10,97 % | -5,27 % |

| Année:               | 2023. | 2024.   |
| -------------------- | ----- | ------- |
| Nombre de personnes: | 426   | 431     |
| Différence:          |       | +1,17 % |